# Novi Enguenoi
Novi Enguenoi (en rus: Новый Энгеной) és un poble de la república de Txetxènia, a Rússia, segons el cens del 2022 tenia 3.865 habitants.